# Zbroja z Dendry

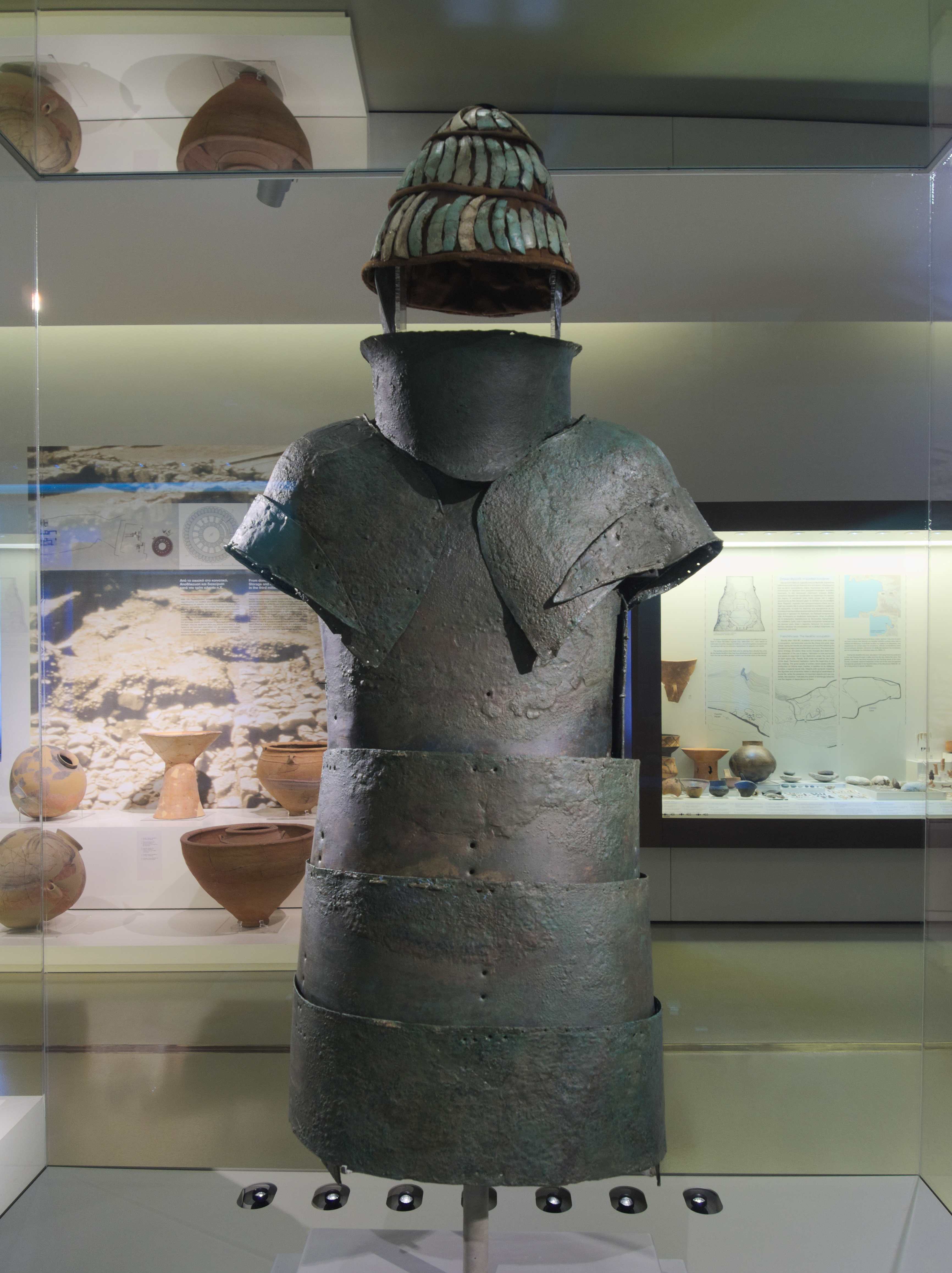
Zbroja z Dendry

Zbroja z Dendry – mykeńska zbroja płytowa datowana na koniec XV lub początek XIV wieku p.n.e., odnaleziona w 1960 roku w jednym z grobowców na stanowisku Dendra w Argolidzie. Znajduje się w zbiorach Muzeum Archeologicznego w Nauplionie.
Zbroja wykonana została z 15 brązowych płyt połączonych elastycznie (folgowo) rzemieniami. Składa się z napierśnika i naplecznika połączonych w kirys, płytowego fartucha, naramienników, nagolenników i obojczyka. Uzupełnienie zbroi stanowi hełm z kłów dzika z metalowymi policzkami chroniącymi boki głowy.
Zbroja zapewniała noszącemu ją pełną ochronę, osłaniając go od podbródka do kolan. Prawdopodobnie przeznaczona była dla wojownika powożącego rydwanem bojowym − dla piechura byłaby zbyt ciężka i krępująca ruchy.